# Рокенбах, Беттина
Рокенбах, Беттина (нем. Bettina Rockenbach; 26 октября 1963, Кёльн) — немецкий экономист, профессор экспериментальной и поведенческой экономики Кёльнского университета, проректор по исследованиям и инновациям Кёльнского университета, директор института Рейнхарда Зельтена, член немецкой национальной академии наук Леопольдина, член исполнительного совета Союза социальной политики. Своими исследованиями Беттина Рокенбах дает важные идеи о поведении человека в экономически значимых ситуациях. Основное внимание часто уделяется разработке механизмов содействия сотрудничеству в ситуациях социальных дилемм и разработке рамок для повышения социально ответственных экономических действий.

## Биография
Беттина Рокенбах изучала математику, экономику и информатику в Боннском университете с 1982 по 1988 год. С 1988 по 1999 год она работала ассистентом нобелевского лауреата Рейнхарда Зельтена в Боннском университете, сначала с 1988 по 1993 год — в качестве научного сотрудника и руководителя лаборатории экспериментальных экономических исследований Бонна. В 1992 и 1993 году она работала в Калифорнийском технологическом институте, прежде чем в 1993 году стать доктором наук по экономике c работой Two-Person Bargaining Experiments with Incomplete Information. Беттина Рокенбах в 1999 году завершила свою работу Experimental and Theoretical Contributions to Decision Making in Financial Asset Markets, с которой получила учёную степень хабилитированного доктора.
С 1999 по 2000 год Рокенбах являлась профессором Центра экономических исследований Тилбургского университета. В 2000 году, работая на кафедре микроэкономики Эрфуртского университета, она основала лабораторию экспериментальных экономических исследований и возглавляла её до 2011 года. Кроме того, она построила междисциплинарный центр эмпирических исследований в области экономики и поведенческих наук (CEREB), который она возглавляла до 2008 года. В Эрфуртском университете Рокенбах занимала различные должности в Академическом самоуправлении. Так, с 2006 по 2008 год она была деканом Государственного научного факультета, а с 2008 по 2011 год — вице-президентом по исследованиям.
В 2011 году Рокенбах начала работать на кафедре экспериментальных экономических и поведенческих исследований Кёльнского университета. С октября 2012 года она является деканом исследований. С 2015 года она является проректором по исследованиям Кёльнского университета. С 2018 года — директор Института Рейнхарда Зельтена, Университетов Бонна и Кёльна.

## Награды
Достижения Беттина Рокенбах были отмечены рядом наград:
- 1995 — премия общества экспериментальных экономических исследований Хайнц-Зауэрманн за диссертацию.
- 1999 — Хендрик Казимир-Карл Зиглер-исследовательская премия Северного Рейна-Вестфальской академии наук и Королевской голландской Академии наук.
- 2013 — Беттина Рокенбах стала членом Национальной академии наук «Леопольдина».

## Исследования
Беттина Рокенбах проводит исследования в области теории игр и поведенческой экономики. Основное внимание часто уделяется проектированию учреждений для продвижения сотрудничества в ситуациях социальных дилемм. Её исследовательские работы публикуются в ведущих экономических журналах, а также в престижных междисциплинарных журналах, таких как Science и Nature.

## Профессиональная деятельность
С 2004 по 2008 год Рокенбах была европейским вице-президентом Ассоциации экономических наук (ESA). С 2010 по 2011 год она была председателем комитета по социальным наукам и членом расширенного совета ассоциации социальной политики. С 2009 года Беттина Рокенбах член Общества Макса Планка по исследованию коллективных благ Бонна, а с 2012 года является членом научного Совета института мировой экономики в Киле. В 2014 году она была избрана в Сенат Немецкого научно-исследовательского сообщества.

## Публикации
- Bettina Rockenbach, Abdolkarim Sadrieh, Anne Schielke: Providing personal information to the benefit of others, PLOS One, 2020, 15(8)
- Bettina Rockenbach, Kiryl Khalmetski, Peter Werner: Evasive Lying in Strategic Communication, Journal of Public Economics, 2017, 156, 59-72
- Bettina Rockenbach, Loukas Balafoutas, Nikos Nikiforakis: Altruistic punishment does not increase with the severity of norm violations in the field, Nature Communications, 2016, 7, 13327
- Bettina Rockenbach, Mark Pigors: The competitive advantage of honesty, European Economic Review, 2016, 89, 407—424
- Bettina Rockenbach, Mark Pigors: Consumer Social Responsibility, Management Science, 2016, 62 (11), 3123-3137
- Bettina Rockenbach, Özgür Gürerk, Bernd Irlenbusch: On Cooperation in Open Communities, Journal of Public Economics, 2014, 120, 220—230
- Bettina Rockenbach, Loukas Balafoutas, Nikos Nikiforakis: Direct and indirect punishment among strangers in the field, Proceedings of the National Academy of Sciences of the United States of America (PNAS), 2014, 111/45, 15924-15927
- Bettina Rockenbach, Uri Gneezy, Marta Serra-Garcia: Measuring Lying Aversion, Journal of Economic Behavior and Organization, 2013, 93, 293—300
- Bettina Rockenbach, Manfred Milinski: To qualify as a social partner humans hide severe punishment though their observed cooperativeness is decisive, Proceedings of the National Academy of Sciences (PNAS), 2011, 105/45, 18307-18312.
- Bettina Rockenbach, Stefan Große, Louis Putterman: Monitoring in Teams: Using Laboratory Experiments to Study a Theory of the Firm, Journal of the European Economic Association, 2011, 9, 785—816.
- Bettina Rockenbach, Heike Hennig-Schmidt, Abdolkarim Sadrieh: In Search of Workers’ Real Effort Reciprocity — A Field and a Laboratory Experiment, Journal of the European Economic Association, 2010, 8, 817—837.
- Bettina Rockenbach, Ernst Fehr, Helen Bernhard: Egalitarism in Young Children, Nature, 2008, 454, 1079—1084.
- Bettina Rockenbach, Manfred Milinski: Punisher pays, Nature, 2008, 452, 297—298
- Bettina Rockenbach, Manfred Milinski: Spying On Others Evolves, Science, 2007, 317/5837, 464—465
- Bettina Rockenbach, Manfred Milinski: The efficient interaction of indirect reciprocity and costly punishment, Nature, 2006, 444, 718—723
- Bettina Rockenbach, Bernd Irlenbusch, Özgür Gürerk: The Competitive Advantage of Sanctioning Institutions, Science, 2006, 312/5770, 108—111.
- Bettina Rockenbach, Bernd Irlenbusch, Reinhard Selten et al.: An Experimental Test of Design Alternatives for the British 3G / UMTS Auction, European Economic Review, 2005, 49, 503—530.
- Jan Potters, Bettina Rockenbach, Abdolkarim Sadrieh, Eric van Damme: Collusion under Yardstick Competition, An Experimental Study, International Journal of Industrial Organization, 2004, 22, 1017—1038
- Bettina Rockenbach, Ernst Fehr: Detrimental Effects of Sanctions on Human Altruism, Nature, 2003, 422, 137—140.